# Лейк-Плэсид (Флорида)
Лейк-Плэсид (англ. Lake Placid) — муниципалитет, расположенный в округе Хайлендс (штат Флорида, США) с населением в 1878 человек по статистическим данным переписи 1 года.

## География
По данным Бюро переписи населения США муниципалитет Лейк-Плэсид имеет общую площадь в 7,36 квадратных километров, из которых 6,66 кв. километров занимает земля и 0,7 кв. километров — вода. Площадь водных ресурсов округа составляет 9,51 % от всей его площади.

## Демография
По данным переписи населения 1 года в Лейк-Плэсид проживало 1878 человек, 395 семей, насчитывалось 646 домашних хозяйств и 776 жилых домов. Средняя плотность населения составляла около человек на один квадратный километр. Расовый состав населённого пункта распределился следующим образом: 76,38 % белых, 9,95 % — чёрных или афроамериканцев, 0,90 % — коренных американцев, 0,66 % — азиатов, 1,68 % — представителей смешанных рас, 10,43 % — других народностей. Испаноговорящие составили 30,46 % от всех жителей.
Из 646 домашних хозяйств в 29,6 % воспитывали детей в возрасте до 18 лет, 44,9 % представляли собой совместно проживающие супружеские пары, в 11,9 % семей женщины проживали без мужей, 38,7 % не имели семей. 31,9 % от общего числа семей на момент переписи жили самостоятельно, при этом 16,1 % составили одинокие пожилые люди в возрасте 65 лет и старше. Средний размер домашнего хозяйства составил 2,57 человек, а средний размер семьи — 3,26 человек.
Население муниципалитета по возрастному диапазону по данным переписи 2000 года распределилось следующим образом: 27,6 % — жители младше 18 лет, 11,3 % — между 18 и 24 годами, 25,2 % — от 25 до 44 лет, 17,2 % — от 45 до 64 лет и 18,6 % — в возрасте 65 лет и старше. Средний возраст жителей составил 34 года. На каждые 100 женщин в Лейк-Плэсид приходилось 97,4 мужчин, при этом на каждые сто женщин 18 лет и старше приходилось 92,7 мужчин также старше 18 лет.
Средний доход на одно домашнее хозяйство составил 21 178 долларов США, а средний доход на одну семью — 28 194 доллара. При этом мужчины имели средний доход в 21 629 долларов США в год против 14 650 долларов среднегодового дохода у женщин. Доход на душу населения составил 21 178 долларов в год. 22,7 % от всего числа семей в населённом пункте и 34,7 % от всей численности населения находилось на момент переписи населения за чертой бедности, при этом 55,2 % из них были моложе 18 лет и 7,3 % — в возрасте 65 лет и старше.